# Одом, Ламар
Лама́р Джо́зеф О́дом (англ. Lamar Joseph Odom; родился 6 ноября 1979 года в Куинсе, Нью-Йорк, США) — бывший американский профессиональный баскетболист. Был выбран четвёртым номером на драфте 1999 года.

## Ранние годы жизни
Ламар Одом родился в бедном микрорайоне Саут-Джамейка в Куинсе, Нью-Йорк. Его отец был заядлым любителем героина, мать умерла от рака толстой кишки, когда ему было 12 лет. Воспитывался своей бабушкой Милдред.
В течение первых трёх лет обучения в школе Christ The King Regional High School он играл за местную баскетбольную команду в том же Квинсе в районе Middle Village. Затем перешёл в Redemption Christian Academy на сезон в городе Трой, Нью-Йорк, а позднее в St. Thomas Aquinas High School в Нью-Бритен, Коннектикут. В юности Одом играл в одной команде Любительского спортивного союза с Элтоном Брендом и Роном Артестом, его бывшим одноклубником по игре за «Лейкерс».

### Колледж
В 1997 году Одом поступил в Университет Невады в пригороде Лас-Вегаса, где вспыхнул скандал, так как поступила информация, что Одом получил $ 5600 от агента, а это было запрещено правилами Национальной студенческой спортивной ассоциации. И Одом перевёлся в Университет Род-Айленда, но пропустил сезон 1997—1998.
Одом сыграл один сезон за команду Род-Айленда «Род-Айленд Рэмс» в университетской конференции Атлантик 10, где он набирал в среднем 17,6 очков за игру, что привело команду к университетскому Чемпионату в 1999. Его трёхочковый бросок против филадельфийского Темпльского университета во время сирены дал первый титул команде Род-Айленда в турнире Атлантик 10.

## Карьера в НБА

### «Лос-Анджелес Клипперс» (1999—2003)
В своём первом сезоне за Клиперс Одом провёл 76 матчей, 70 из них в стартовом составе, набирая в среднем 16.6 очков, 7.8 подборов и 4.2 результативных передач, включая 30 очков и 12 подборов в дебютном матче в НБА. По итогам сезона Ламар был включён в Первую Сборную новичков НБА (2000)
По окончании сезона 2002/03 Одом стал ограниченно свободным агентом и в межсезонье был приобретён командой «Майами Хит»

### «Майами Хит» (2003—2004)
В одной команде с новичком Дуэйном Уэйдом в составе «Майами Хит» Ламар Одом провёл примечательный сезон, пробившись вместе с командой в плей-офф. В конце сезона Ламар Одом, Кэрон Батлер и Брайан Грант были обменяны на звезду НБА Шакила О’Нила из «Лос-Анджелес Лейкерс».

### «Лос-Анджелес Лейкерс» (2004—2011)
В первый год игры за «Лейкерс» Ламар Одом был вынужден пропустить концовку сезона НБА 2004/05 в связи с травмой левого плеча. Команда не попала в игры плей-офф, что случилось с ней всего пятый раз в истории. В команду был возвращён бывший тренер — Фил Джексон.
Игра Одома в первой половине сезона 2005—2006 была противоречивой. Однако, когда клуб пробился в плей-офф, его выступления заметно улучшились. Ламар сделал два последовательных «трипл-дабла» в играх против «Голден Стэйт Уорриорз» и «Портленд Трэйл Блэйзерс». Для «Лос-Анджелес Лейкерс» сезон закончился в седьмой игре первой стадии плей-офф, когда они уступили «Финикс Санз», ведя в серии со счетом 3-1.
Борясь с травмами по ходу сезона НБА 2006—2007 Ламар Одом провёл за команду всего 56 игр, однако в среднем набирал по 15.9 очков и 9.8 подборов за игру. В плей-офф «Лос-Анджелес Лейкерс» вновь столкнулись с «Финикс Санз», и были снова выбиты из борьбы в первом раунде плей-офф НБА 2007 года.
В сезоне НБА 2007—2008 в команду пришеёл Пау Газоль. Одом выступал хорошо, набирая в среднем 15.3 очков, делая 12 подборов и 4 передачи за игру. Эти показатели немного упали после финальных игр в плей-офф, когда «Лейкерс» проиграли в финале НБА команде «Бостон Селтикс»
В начале сезона НБА 2008—2009 Ламар Одом был переведён на скамейку запасных, предпочтение отдавалось Пау Газолю и Эндрю Байнуму. В основной состав Одом вернулся после травмы Байнума в январе 2009 года. Ламар показывал неплохие результаты, однако, когда в апреле Байнум выздоровел, Одому вновь досталась роль «шестого игрока». В финальных играх сезона 2008—2009 «Лос-Анджелес Лейкерс» победили «Орландо Мэджик», и Ламар Одом впервые стал Чемпионом НБА. В финальной серии именно Одом, выходя со скамейки запасных, помог передней линии «Лейкерс» в борьбе с «Супермэном» — Дуайтом Ховардом.
31 июля 2009 года Ламар Одом подписал с командой новый четырёхлетний контракт на сумму 33 миллионов долларов. В составе «Лос-Анджелес Лейкерс» появился также приятель Ламара Одома Рон Артест. Инвестиции клуба оправдали себя, так как в сезоне НБА 2009—2010 клуб вновь стал Чемпионом НБА, победив в финальной серии «Бостон Селтикс». Ламар сыграл в этом немаловажную роль.

### «Даллас Маверикс» (2011—2012)
10 декабря 2011 «Лос-Анджелес таймс» сообщили что «Лейкерс» отдали в «Маверикс» Ламара и право выбора во втором раунде драфта, плюс 8,9 миллионов долларов. После того как, Дэвид Стерн заблокировал тройной обмен, по которому Ламар уходил бы в «Нью-Орлеан Хорнетс», Крис Пол в «Лейкерс», а Пау Газоль в «Хьюстон Рокетс». Одом посчитал возможность обмена абсолютным неуважением, после чего попросил обменять его в одну из команд, претендующих на чемпионство.
11 декабря 2011 был подтвержден обмен Одома в «Даллас Маверикс».

### Возвращение в «Клипперс»
29 июня 2012 года в рамках четырёхсторонней сделки Одом перешёл в «Лос-Анджелес Клипперс»

## Олимпийские игры
Одом впервые сыграл за сборную на летних Олимпийских играх в Афинах в 2004 году, набирая в среднем 9,3 очка и помог США выиграть бронзовую медаль. В 2006 году он был приглашён играть на Чемпионат мира по баскетболу, но отказался от приглашения из-за трагической смерти его сына.
Также Одом был приглашён на Чемпионат мира по баскетболу в 2010 году, который проходил в Турции, где сборная США смогла выиграть золото впервые с 1994 года. Он стал первым игроком в истории баскетбола, который смог выиграть Чемпионат НБА и Чемпионат мира в одном году.

## Личная жизнь
Воспитывает двоих детей от бывшей подруги Лизы Моралес: дочь Дестини (1998) и сына Ламара-мл. (2002). Его третий сын Джейден (р. 15 декабря 2005) умер в полугодовалом возрасте во сне (29 июня 2006) от синдрома внезапной смерти младенцев.
27 сентября 2009 года после месяца отношений женился на светской львице Хлои Кардашьян. Их свадьба стала одним из событий реалити-шоу «Семейство Кардашьян» Жизнь Ламара и Хлои, в свою очередь также освещалась в реалити-сериале Khloé & Lamar, который выходил в 2011—2012 годах. 13 декабря 2013 года Кардашьян подала на развод.
13 октября 2015 года был обнаружен без сознания в публичном доме Dennis Hof’s Love Ranch в Неваде, в 80 км от Лас-Вегаса. Был госпитализирован в критическом состоянии в Лас-Вегас.

## Статистика

### Статистика в НБА
| Сезон   | Команда  | Регулярный сезон | Регулярный сезон          | Регулярный сезон         | Регулярный сезон         | Регулярный сезон                      | Регулярный сезон                   | Регулярный сезон            | Регулярный сезон           | Регулярный сезон              | Регулярный сезон              | Регулярный сезон         | Серия плей-офф  | Серия плей-офф            | Серия плей-офф           | Серия плей-офф           | Серия плей-офф                        | Серия плей-офф                     | Серия плей-офф              | Серия плей-офф             | Серия плей-офф                | Серия плей-офф                | Серия плей-офф           |
| Сезон   | Команда  | Сыгранные матчи  | Матчи в стартовой пятёрке | Количество минут за игру | Процент попаданий с игры | Процент попадания трёхочковых бросков | Процент попадания штрафных бросков | Количество подборов за игру | Количество передач за игру | Количество перехватов за игру | Количество блок-шотов за игру | Количество очков за игру | Сыгранные матчи | Матчи в стартовой пятёрке | Количество минут за игру | Процент попаданий с игры | Процент попадания трёхочковых бросков | Процент попадания штрафных бросков | Количество подборов за игру | Количество передач за игру | Количество перехватов за игру | Количество блок-шотов за игру | Количество очков за игру |
| ------- | -------- | ---------------- | ------------------------- | ------------------------ | ------------------------ | ------------------------------------- | ---------------------------------- | --------------------------- | -------------------------- | ----------------------------- | ----------------------------- | ------------------------ | --------------- | ------------------------- | ------------------------ | ------------------------ | ------------------------------------- | ---------------------------------- | --------------------------- | -------------------------- | ----------------------------- | ----------------------------- | ------------------------ |
| 1999/00 | Клипперс | 76               | 70                        | 36,4                     | 43,8                     | 36,0                                  | 71,9                               | 7,8                         | 4,2                        | 1,2                           | 1,3                           | 16,6                     | Не участвовал   | Не участвовал             | Не участвовал            | Не участвовал            | Не участвовал                         | Не участвовал                      | Не участвовал               | Не участвовал              | Не участвовал                 | Не участвовал                 | Не участвовал            |
| 2000/01 | Клипперс | 76               | 74                        | 37,3                     | 46,0                     | 31,6                                  | 67,9                               | 7,8                         | 5,2                        | 1,0                           | 1,6                           | 17,2                     | Не участвовал   | Не участвовал             | Не участвовал            | Не участвовал            | Не участвовал                         | Не участвовал                      | Не участвовал               | Не участвовал              | Не участвовал                 | Не участвовал                 | Не участвовал            |
| 2001/02 | Клипперс | 29               | 25                        | 34,4                     | 41,9                     | 19,0                                  | 65,6                               | 6,1                         | 5,9                        | 0,8                           | 1,2                           | 13,1                     | Не участвовал   | Не участвовал             | Не участвовал            | Не участвовал            | Не участвовал                         | Не участвовал                      | Не участвовал               | Не участвовал              | Не участвовал                 | Не участвовал                 | Не участвовал            |
| 2002/03 | Клипперс | 49               | 47                        | 34,3                     | 43,9                     | 32,6                                  | 77,7                               | 6,7                         | 3,6                        | 0,9                           | 0,8                           | 14,6                     | Не участвовал   | Не участвовал             | Не участвовал            | Не участвовал            | Не участвовал                         | Не участвовал                      | Не участвовал               | Не участвовал              | Не участвовал                 | Не участвовал                 | Не участвовал            |
| 2003/04 | Майами   | 80               | 80                        | 37,5                     | 43,0                     | 29,8                                  | 74,2                               | 9,7                         | 4,1                        | 1,1                           | 0,9                           | 17,1                     | 13              | 13                        | 39,4                     | 44,5                     | 30,8                                  | 68,1                               | 8,3                         | 2,8                        | 1,2                           | 0,8                           | 16,8                     |
| 2004/05 | Лейкерс  | 64               | 64                        | 36,3                     | 47,3                     | 30,8                                  | 69,5                               | 10,2                        | 3,7                        | 0,7                           | 1,0                           | 15,2                     | Не участвовал   | Не участвовал             | Не участвовал            | Не участвовал            | Не участвовал                         | Не участвовал                      | Не участвовал               | Не участвовал              | Не участвовал                 | Не участвовал                 | Не участвовал            |
| 2005/06 | Лейкерс  | 80               | 80                        | 40,3                     | 48,1                     | 37,2                                  | 69,0                               | 9,2                         | 5,5                        | 0,9                           | 0,8                           | 14,8                     | 7               | 7                         | 44,8                     | 49,5                     | 20,0                                  | 66,7                               | 11,0                        | 4,9                        | 0,4                           | 1,1                           | 19,1                     |
| 2006/07 | Лейкерс  | 56               | 56                        | 39,3                     | 46,8                     | 29,7                                  | 70,0                               | 9,8                         | 4,8                        | 0,9                           | 0,6                           | 15,9                     | 5               | 5                         | 38,4                     | 48,2                     | 27,3                                  | 50,0                               | 13,0                        | 2,2                        | 0,4                           | 1,2                           | 19,4                     |
| 2007/08 | Лейкерс  | 77               | 77                        | 37,9                     | 52,5                     | 27,4                                  | 69,8                               | 10,6                        | 3,5                        | 1,0                           | 0,9                           | 14,2                     | 21              | 21                        | 37,4                     | 49,1                     | 27,3                                  | 66,1                               | 10,0                        | 3,0                        | 0,7                           | 1,3                           | 14,3                     |
| 2008/09 | Лейкерс  | 78               | 32                        | 29,7                     | 49,2                     | 32,0                                  | 62,3                               | 8,2                         | 2,6                        | 1,0                           | 1,3                           | 11,3                     | 23              | 5                         | 31,9                     | 52,4                     | 51,4                                  | 61,3                               | 9,1                         | 1,8                        | 0,7                           | 1,3                           | 12,3                     |
| 2009/10 | Лейкерс  | 82               | 38                        | 31,5                     | 46,3                     | 31,9                                  | 69,3                               | 9,8                         | 3,3                        | 0,9                           | 0,7                           | 10,8                     | 23              | 0                         | 29,0                     | 46,9                     | 24,4                                  | 60,0                               | 8,6                         | 2,0                        | 0,7                           | 0,9                           | 9,7                      |
| 2010/11 | Лейкерс  | 82               | 35                        | 32,2                     | 53,0                     | 38,2                                  | 67,5                               | 8,7                         | 3,0                        | 0,6                           | 0,7                           | 14,4                     | 10              | 1                         | 28,6                     | 45,9                     | 20,0                                  | 71,1                               | 6,5                         | 2,1                        | 0,2                           | 0,4                           | 12,1                     |
| 2011/12 | Даллас   | 50               | 4                         | 20,5                     | 35,2                     | 25,2                                  | 59,2                               | 4,2                         | 1,7                        | 0,4                           | 0,4                           | 6,6                      | Не участвовал   | Не участвовал             | Не участвовал            | Не участвовал            | Не участвовал                         | Не участвовал                      | Не участвовал               | Не участвовал              | Не участвовал                 | Не участвовал                 | Не участвовал            |
| 2012/13 | Клипперс | 82               | 2                         | 19,7                     | 39,9                     | 20,0                                  | 47,6                               | 5,9                         | 1,7                        | 0,8                           | 0,7                           | 4,0                      | 6               | 1                         | 17,9                     | 36,7                     | 35,7                                  | 50,0                               | 3,8                         | 1,8                        | 0,8                           | 0,8                           | 5,0                      |
|         | Всего    | 961              | 684                       | 33,4                     | 46,3                     | 31,2                                  | 69,3                               | 8,4                         | 3,7                        | 0,9                           | 0,9                           | 13,3                     | 108             | 53                        | 33,3                     | 47,9                     | 30,3                                  | 64,3                               | 8,8                         | 2,4                        | 0,7                           | 1,0                           | 13,0                     |

### Статистика в других лигах
| Сезон | Команда   | Лига              | GP | GS | MPG  | FG%  | 3P% | FT% | RPG | APG | SPG | BPG | PFL | TOV | PPG |
| --- | --------- | ----------------- | -- | -- | ---- | ---- | --- | --- | --- | --- | --- | --- | --- | --- | --- |
| 2013/14 | Все клубы | Все лиги          | 2  | 0  | 11,6 | 12,5 | 0,0 | -   | 2,0 | 0,5 | 1,0 | 1,0 | 2,5 | 1,5 | 1,0 |
| 2013/14 | Баскония  | Евролига          | 1  | 0  | 6,2  | 0,0  | 0,0 | -   | 2,0 | 0,0 | 0,0 | 1,0 | 2,0 | 1,0 | 0,0 |
| 2013/14 | Баскония  | Чемпионат Испании | 1  | 0  | 16,9 | 14,3 | 0,0 | -   | 2,0 | 1,0 | 2,0 | 1,0 | 3,0 | 2,0 | 2,0 |
| Всего | Всего     | Всего             | 2  | 0  | 11,6 | 12,5 | 0,0 | -   | 2,0 | 0,5 | 1,0 | 1,0 | 2,5 | 1,5 | 1,0 |
| Наведите курсор мыши на аббревиатуры в заголовке таблицы, чтобы прочесть их расшифровку Статистика приведена с сайта basketball.realgm.com |           |                   |    |    |      |      |     |     |     |     |     |     |     |     |     |